# Lockdown (Lost)
"Lockdown" (titulado "Atrapados" en España y "Encerrados" en Hispanoamérica) es el decimoséptimo episodio de la segunda temporada de la serie de televisión Lost. El flashback está centrado en John Locke.

## Trama
Cuando la escotilla entra en estado de alerta repentinamente, Locke es atrapado por una compuerta y sólo Henry puede pulsar las teclas. La búsqueda del globo finaliza con sorprendentes resultados.

## Otros capítulos
- Capítulo anterior: Toda la verdad
- Capítulo siguiente: Dave